# Stor-Häggsjön, Västerbotten
Stor-Häggsjön är en sjö i Umeå kommun i Västerbotten och ingår i Umeälvens huvudavrinningsområde. Sjön har en area på 0,201 kvadratkilometer och ligger 183 meter över havet. Sjön avvattnas av vattendraget Idebäcken. Vid provfiske har röding och öring fångats i sjön.

## Delavrinningsområde
Stor-Häggsjön ingår i det delavrinningsområde (710473-170466) som SMHI kallar för Utloppet av Stor-Häggsjön. Medelhöjden är 223 meter över havet och ytan är 5,14 kvadratkilometer. Det finns inga avrinningsområden uppströms utan avrinningsområdet är högsta punkten. Idebäcken som avvattnar avrinningsområdet har biflödesordning 2, vilket innebär att vattnet flödar genom totalt 2 vattendrag innan det når havet efter 36 kilometer. Avrinningsområdet består mestadels av skog (92 procent). Avrinningsområdet har 0,2 kvadratkilometer vattenytor vilket ger det en sjöprocent på 3,9 procent.